# Henryk Baranowski (reżyser)
Henryk Baranowski (ur. 9 lutego 1943 w Tarnopolu, zm. 27 lipca 2013 w Brwinowie) – polski reżyser teatralny, scenarzysta i aktor, także scenograf.

## Życiorys
Absolwent Wydziału Filozofii Uniwersytetu Warszawskiego (1968) oraz Wydziału Reżyserskiego PWST w Warszawie (1973). W 1993 roku był dyrektorem warszawskiego Teatru Małego. Od 2003 do 2007 roku był dyrektorem Teatru Śląskiego w Katowicach.
Jest autorem znanych i wielokrotnie nagradzanych inscenizacji teatralnych i operowych. Do jego najważniejszych osiągnięć reżyserskich należą: kontrowersyjne Dziady w Teatrze im. Jaracza w Olsztynie (1975), Dzień dobry i do widzenia (1976), Zamek (1976) na podstawie Franza Kafki, Peepshow (1992), które zostało wyróżnione James Jefferson Award dla najlepszego przedstawienia sezonu w Chicago, oraz Echnaton (2000). W 2004 roku wystawił w Nowosybirskim Teatrze Opery i Baletu Życie z idiotą Alfreda Schnittkego według prozy Wiktora Jerofiejewa, które otrzymało Wszechrosyjską Maskę Operową dla najlepszego przedstawienia operowego w Rosji.
Dla Teatru Telewizji zrobił m.in. Noc jest matką dnia (2004) z kreacjami aktorskimi Jana Peszka i Haliny Łabonarskiej, Świętą wiedźmę (2003) z Magdaleną Cielecką w roli głównej oraz według własnego scenariusza Puste niebo (1999).
Jako aktor pojawił się w rolach epizodycznych w Róży Luksemburg Margarethe von Trotty i Panu Tadeuszu Andrzeja Wajdy. Główną rolę zagrał u Krzysztofa Kieślowskiego w Dekalogu I, gdzie wcielił się w postać naukowca, racjonalisty i ateisty, który zbytnio zaufał możliwościom współczesnej nauki. Wystąpił także w kilku przedstawieniach Teatru Telewizji.
Zmarł 27 lipca 2013 po długiej i ciężkiej chorobie.

## Spektakle teatralne

### Inscenizacje

#### Współpraca
Teatr Powszechny Warszawa
- 1969 – Becket, czyli honor Boga – asystent reżysera (reż. Jan Maciejowski)

PWST, Warszawa
- 1970 – Mądremu biada – współpraca reżyserska (reż. Zbigniew Zapasiewicz)

Operetka Warszawska, Warszawa
- 1971 – Zemsta nietoperza – asystent reżysera (reż. Erwin Leister)

Teatr Śląski im. S. Wyspiańskiego, Katowice
- 2005 – Król Edyp – inscenizacja (reż. Grzegorz Kempinsky)

#### Reżyseria
Teatr Ateneum im. S. Jaracza, Warszawa
- 1971 – Pokojówki

Teatr Polski, Poznań
- 1971 – Szkoła żon

Teatr im. W. Bogusławskiego, Kalisz
- 1972 – Trucizna, miłość, śpiew (także libretto)
- 1972 – Mąż i żona

Teatr Polski, Bydgoszcz
- 1973 – Upiory
- 1975 – Pokojówki
- 1975 – Publiczność zwymyślana

Bałtycki Teatr Dramatyczny im. J. Słowackiego, Koszalin-Słupsk
- 1974 – Dama Kameliowa (także scenariusz)
- 1974 – Dziś bliźniaki (także opracowanie tekstu)
- 1975 – Ich czworo

Estrada, Szczecin
- 1975 – Linie naszych dłoni. Poezja Czarnej Afryki

Teatr im. S. Jaracza, Olsztyn-Elbląg
- 1975 – Zamek
- 1976 – Dzień dobry i do widzenia
- 1976 – Iwona, księżniczka Burgunda
- 1977 – Dziady

Teatr Śląski im. S. Wyspiańskiego, Katowice
- 1978 – Zmierzch długiego dnia
- 1978 – Młyny Totenhornu (także adaptacja)
- 2004 – Dzielenie przez zero
- 2004 – Mein Kampf (także scenografia)
- 2006 – Makbet (także scenografia)

Teatr Szwedzka 2/4, Warszawa
- 1991 – ...Tak chcę tak (także scenografia)
- 1992 – Zamek (także scenografia)

Teatr Wielki im. S. Moniuszki, Poznań
- 1993 – Zemsta nietoperza

Instytut Teatru Narodowego (Teatr Mały), Warszawa
- 1993 – Upiory (także scenografia)

Teatr Rozmaitości, Warszawa
- 1995 – Peepshow (także scenografia)
- 1996 – Proces (także scenografia)

Teatr Bagatela im. T. Boya-Żeleńskiego, Kraków
- 1996 – Czarna komedia (także scenografia)

Teatr Wielki, Łódź
- 2000 – Echnaton (także scenografia)
- 2001 – Porgy and Bess
- 2007 – Cyrulik sewilski (także adaptacja libretta, dekoracje)

Opera Krakowska
- 2004 – Rigoletto (także scenografia)
- 2012 – Napój miłosny

Teatr Ludowy, Kraków-Nowa Huta
- 2006 – Stara kobieta wysiaduje

Za granicą
- 1986 – Król Dawid
- 1989 – Proces

Teatr Telewizji
- 1992 – ...Tak chcę tak (także scenografia, układ tekstu)
- 1998 – Dla Fedry
- 2003 – Święta wiedźma
- 2004 – Noc jest matką dnia

### Role teatralne
Teatr Telewizji
- 1997 – Szara róża jako ojciec (reż. Tomasz Dettloff)
- 1997 – Śmierć w Tyflisie jako mąż (reż. Maciej Dejczer)
- 1998 – Duże i małe (reż. Piotr Łazarkiewicz)

## Filmografia
- 1972 – Wszystko (reż. Piotr Szulkin)
- 1986 – Róża Luksemburg jako Józef, brat Róży (reż. M. von Trotta)
- 1988 – Dekalog I jako Krzysztof (reż. K. Kieślowski)
- 1988 – Dekalog III jako Krzysztof (reż. K. Kieślowski)
- 1999 – Pan Tadeusz jako Napoleon Bonaparte (reż. A. Wajda)

## Nagrody
- 1976 – I Nagroda za przedstawienie Dzień dobry i Do widzenia na Festiwalu Teatrów Małych Form w Szczecinie
- 1976 – Nagroda główna za reżyserię i Puchar za najlepsze przedstawienie za Zamek na Festiwalu Polski Północnej w Toruniu
- 1991 – Nagroda ITI za Popularyzację Polskiej Kultury Teatralnej za Granicą
- 1992 – Nagroda Ministra Spraw Zagranicznych za Wybitne Zasługi w Szerzeniu Polskiej Kultury i Sztuki za Granicą
- 1992 – „James Jefferson Award” za najlepsze przedstawienie sezonu w Chicago za Peepshow
- 2000 – „Złota Maska” za najlepszą inscenizację i reżyserię oraz „Srebrna Maska” za najlepszy spektakl za Echnatona w Teatrze Wielkim w Łodzi
- 2004 – Wszechrosyjska Złota Maska za najlepszą inscenizację operową w Rosji za Życie z idiotą w Nowosybirskim Teatrze Opery i Baletu